# Hypsirhynchus callilaemus
Hypsirhynchus callilaemus là một loài rắn trong họ Rắn nước. Loài này được Gosse mô tả khoa học đầu tiên năm 1851.